# Bob White (syndicaliste)
Pour les articles homonymes, voir White et Bob White.
Robert White (né en Irlande du Nord le 28 avril 1935 – mort le 19 février 2017) est un syndicaliste canadien. Il est le président fondateur des Travailleurs canadiens de l'automobile, ayant mené sa séparation avec son parent américain, l'United Auto Workers. Il a également été président du Congrès du travail du Canada. 

## Biographie
Il n'a que 13 ans lorsque sa famille déménage au Canada et s'établit à Woodstock (Ontario).
White commence à travailler à l'âge de 15 ans chez Hay & Company, un fabricant de fournitures en bois, filière de US Plywood. Au cours de sa première année de travail, White participe à une grève, ce qui est sa première activité syndicale. Il est élu officier syndical pour la première fois à l'âge de 17 ans. 5 ans plus tard, en 1957, il dirige sa première grève, contre le même employeur, à la tête de 500 employés.